# Domaine de Fukuoka

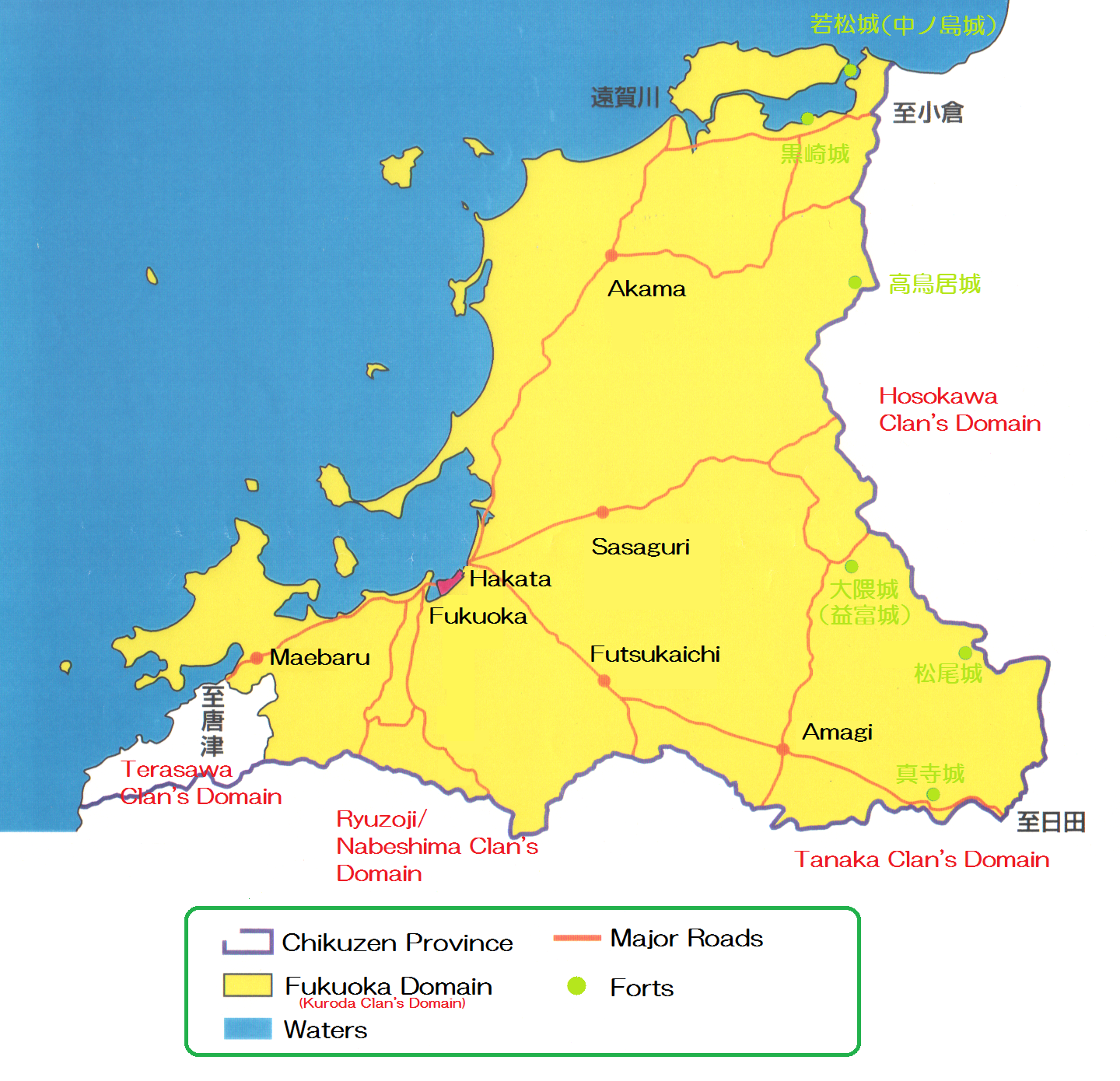
Carte du domaine de Fukuoka.

Le domaine de Fukuoka (福岡藩, Fukuoka-han) était un domaine féodal japonais de l'époque d'Edo situé dans la province de Chikuzen (de nos jours préfecture de Fukuoka).

## Liste des daimyos
- Clan Kuroda, 1600-1871 (tozama daimyo ; 502 000 → 412 000 → 433 000 → 473 000 koku)

1. Nagamasa
2. Tadayuki
3. Mitsuyuki
4. Tsunamasa
5. Nobumasa
6. Tsugutaka
7. Haruyuki
8. Harutaka
9. Naritaka
10. Narikiyo
11. Nagahiro
12. Nagatomo
13. Arisugawa Taruhito (dirigea brièvement le domaine en tant que gouverneur impérial en 1871)

## Source de la traduction
- (en) Cet article est partiellement ou en totalité issu de l’article de Wikipédia en anglais intitulé « Fukuoka Domain » (voir la liste des auteurs).